# Rudolph Seifert
Rudolph Seifert (29. juni 1857 i København – 1. november 1929) var en dansk grosserer og hofguldtrækker, bror til Carl Seifert.
Han var søn af Carl Ludwig Seifert (1834-1898) og Mina født Thee (død 1913), blev sat i købmandslære hos firmaet I.A. Berendt og blev dernæst ansat i faderens forretning C.L. Seifert 1873. Her avancerede han til medejer 1881 og til eneejer 1891.
Han var Ridder af Dannebrogordenen og Ridder af 1. klasse af Vasaordenen, æresmedlem af Officiantforeningen (Underofficersforeningen), af Livgardens Officiantforening, af Understøttelsesforeningen af 1870, af 1. Regiments Soldaterforening, af Svenska Understödsföreningen i Köpenhamn, af Svenska Föreningen af 1876 i Köpenhamn og af Danske Politifunktionærers Understøttelsesforening.
Seifert blev gift 23. oktober 1881 med Laura Kock (4. november 1857 – 1923), datter af handskemager J.F. Kock (død 1899) i Helsingør og hustru Hansine født Lund (død 1899).